# Olmos de Peñafiel
Olmos de Peñafiel ist ein nordspanisches Dorf und eine Gemeinde (municipio) mit 38 Einwohnern (Stand: 2024) in der Provinz Valladolid in der autonomen Region Kastilien-León. 

## Lage
Olmos de Peñafiel liegt in der kastilischen Hochebene in einer Höhe von etwa 780 m. Die Provinzhauptstadt Valladolid befindet sich gut 54 Kilometer (Fahrtstrecke) westnordwestlich. Das Klima im Winter ist durchaus kalt, im Sommer dagegen warm bis heiß; die spärlichen Regenfälle (ca. 499 mm/Jahr) fallen verteilt übers ganze Jahr.

## Bevölkerungsentwicklung
| Jahr      | 1970 | 1981 | 1991 | 2001 | 2011 | 2021 |
| Einwohner | 174  | 107  | 90   | 84   | 72   | 53   |

## Sehenswürdigkeiten

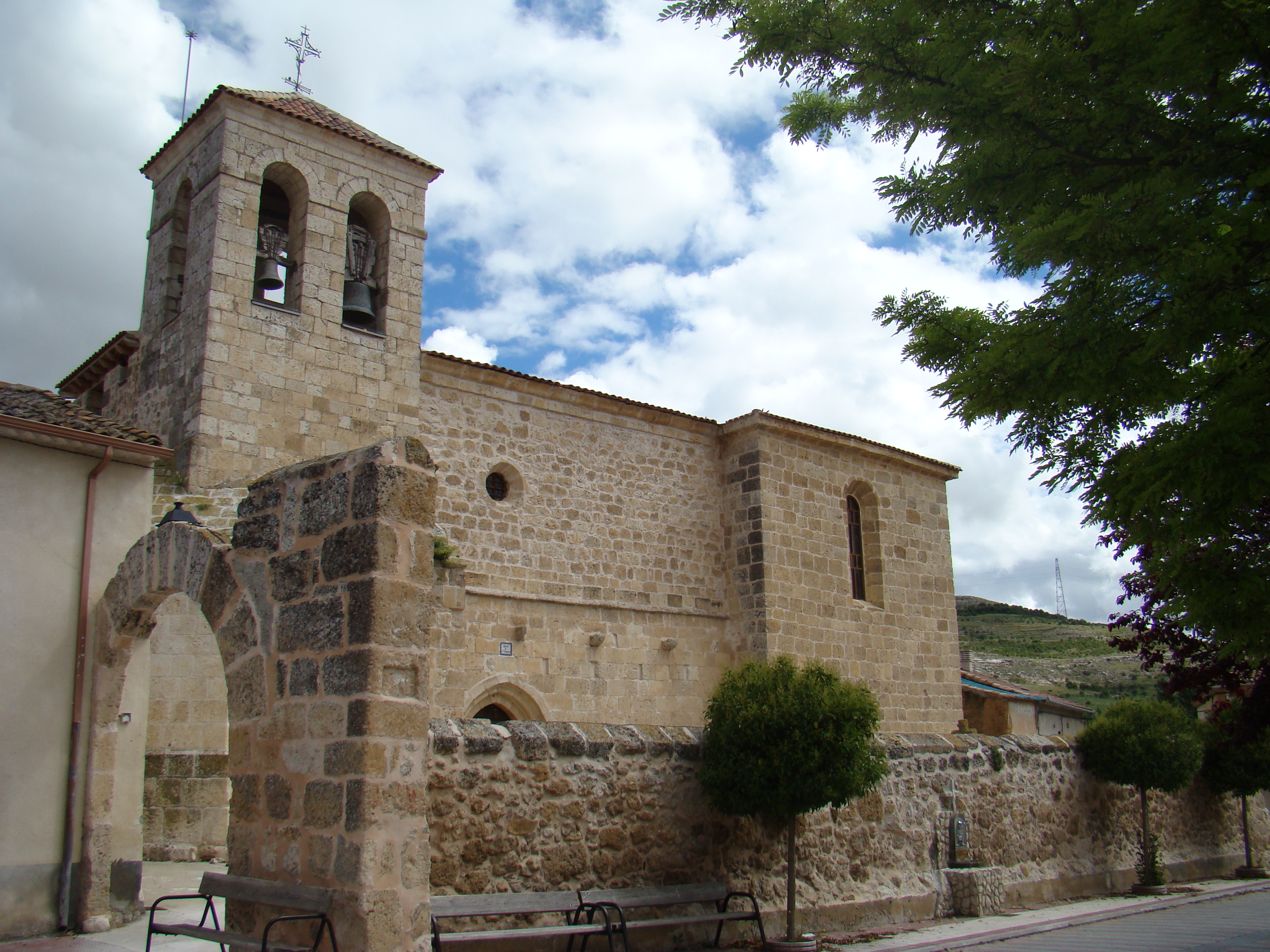
Engrazienkirche

- Engrazienkirche